# Alanna Ubach
Alanna Noel Ubach (ur. 3 października 1975 w Downey) – amerykańska aktorka.

## Życiorys
Jej pierwszą pracę aktorską wykonała w wieku 4 lat, grała rolę najmłodszej córki Henry’ego Darrowa i panny Louise w filmie Los Alvarez. Studiowała na Lee Strasberg Institute w Los Angeles. Alanna Ubach 3 maja 2014 roku poślubiła Thomasa Russo i mieszka z nim w Los Angeles. Ma także syna Thomasa Rodolfo Russo.

## Filmografia

### Filmy
- 2019: Gorący temat (Bombshell) jako Jeanine Pirro
- 2018: Gloria Bell jako Veronica
- 2017: August Falls jako detektyw Downs
- 2017: Aż do kości (To the Bone) jako Karen
- 2017: Ostatnie Słowo (The last Word) jako Ginekolog
- 2015: Helen Keller vs. Nightwolves jako Anne Sullivan
- 2013: Garbage jako Casey Siegel
- 2013: I Know That Voice we własnej osobie
- 2013: Being Us jako Margaret
- 2013: Dom bardzo nawiedzony (A Haunted House) jako Jenny
- 2012: Should've Been Romeo jako Pilar
- 2012: Envelope jako Tanya
- 2011: Poolboy: Drowning Out the Fury jako Karen
- 2011: Losing Control jako Alora
- 2011: Zła kobieta (Bad Teacher) jako Angela
- 2011: Little in Common jako Maya Pacheco
- 2010: Screwball: The Ted Whitfield Story jako Kristy Kittens
- 2010: Darnell Dawkins: Mouth Guitar Legend jako Grace Slick
- 2009: Kelnerzy 2 (Still Waiting...) jako Naomi
- 2009: Stuntmen jako Tovah Frieberg
- 2007: Jekyll jako Michelle Utterson
- 2006: The Works we własnej osobie
- 2006: Open Window jako Kim
- 2006: Hard Scrambled jako Crysta
- 2005: Hollywood - z kanapy na plan (Behind the Couch - Casting In Hollywood) we własnej osobie
- 2005: Kelnerzy (Waiting...) jako Naomi
- 2005: Garbi: Super bryka (Herbie: Fully Loaded) jako Reporterka
- 2004: 30 dni do sławy (30 Days Until I’m Famous) jako Daisy Fresh
- 2004: Poznaj moich rodziców (Meet the Fockers) jako Isabel Villalobos
- 2004: Zwariowane święta Karrolla (Karroll’s Christmas) jako Jodie
- 2003: Legalna blondynka 2 (Legally Blonde 2: Red, White & Blonde) jako Serena
- 2003: Nikt nic nie wie (Nobody Knows Anything!) jako Sarah
- 2003: Wasabi Tuna jako Emme
- 2002: Miłość w wielkim mieście (The Perfect You) jako Wedney
- 2001: Legalna blondynka (Legally Blonde) jako Serena McGuire
- 2001: What They Wanted, What They Got jako Berkeley
- 2000: Slice & Dice jako Ginger
- 2000: Piszcz, jeśli wiesz co zrobiłem w ostatni piątek trzynastego (Shriek If You Know What I Did Last Friday the Thirteenth) jako Panna Grossberg
- 2000: Blue Moon jako Peggy
- 1999: Tydzień przed dyplomem (The Sterling Chase) jako Jenna Marino
- 1998: All of It jako Amy Holbeck
- 1998: Enough Already jako Val
- 1997: Przysługa (Do Me a Favor) jako Christy
- 1997: Urzędowanie (Clockwatchers) jako Jane
- 1997: Pink as the Day She Was Born jako Cherry
- 1996: Just Your Luck jako Angela
- 1996: Imiennicy (Johns) jako Nikki
- 1996: Przyczajeni (Layin' Low) jako Manuela
- 1996: Tylko miłość (Love Is All There Is) jako Niccolina
- 1996: Spojrzenie mordercy (Freeway) jako Mesquita
- 1995: Tu mówi Denise (Denise Calls Up) jako Denise Devaro
- 1995: Zabójcza perfekcja (Virtuosity) jako Eila
- 1995: Grunt to rodzinka (The Brady Bunch Movie) jako Noreen
- 1994: Boys Will Be Boys
- 1994: Hits! jako Angie
- 1994: Inteligent w armii (Renaissance Man) jako Emily Rago
- 1993: Odlotowe szaleństwo (Airborne) jako Gloria
- 1993: Zakonnica w przebraniu 2: Powrót do habitu (Sister Act 2: Back in the Habit) jako Maria
- 1993: Dlaczego moja córka? (Moment of Truth: Why My Daughter?) jako April

### Seriale TV
- 2019: Euforia (Euphoria) jako Suze Howard
- 2014: Girlfriends' Guide to Divorce jako Jo
- 2012: Zagrać tatę (See Dad Run) jako Amy Hobbs
- 2009: Wyposażony (Hung) jako Yael Kuntz
- 2008: Eli Stone jako Cathy Borilla
- 2002: Ozzy i Drix (Ozzy & Drix) jako Mayor Paul Spryman
- 2000: Partnerki (The Huntress) jako Robin Ripley
- 1996: W szponach szaleństwa (Seduced by Madness: The Diane Borchardt Story) jako Shannon Johnson
- 1993: Beakman's World jako Josie

### Dubbing

#### Seriale animowane
- 2020: Monsters at Work jako Cutter
- 2010: Pound Puppies: Psia Paczka jako Strudel, Pan Nut Nut, Wiewiórki, Kugel, Mama Tabithy, Sally Mae, Kaylee, Mama Jilly, Instruktorka, Fryzjer zwierzęcy, Pepita, Starsza bogata pani, Kobieta w damskim garniturze, Roxie, Farfel, Kim oraz Szczeniaczek
- 2008: The Spectacular Spider-Man jako Liz Allan, Helena oraz Trina
- 2007: El Tigre: Przygody Manny’ego Rivery (El Tigre: The Adventures of Manny Rivera) jako Manny Rivera oraz El Tigre
- 2004: The 100 Scariest Movie Moments we własnej osobie
- 2004: Brenda i pan Whiskers (Brandy & Mr. Whiskers) jako Lola Boa

#### Filmy animowane
- 2017: Coco jako Mamá Imelda
- 2016: Zakwakani (Kryaknutie kanikuly) jako Panna Knout
- 2014: Stan Lee’s Mighty 7 jako Reporterka
- 2011: Rango jako Boo Cletus, FrescaMiss oraz Daisy
- 2008: Batman: Rycerz Gotham (Batman: Gotham Knight) jako Dander
- 2001: Teamo Supremo jako Brenda (Rope Girl) oraz Hector (Skate Lad)
- 2001: Gary & Mike

#### Gry wideo
- Grand Theft Auto V jako lokalni mieszkańcy
- Marvel Heroes jako Lady Deadpool
- Madagascar 3: The Video Game jako kapitan DuBois

### Producent
- 2011: Poolboy: Drowning Out the Fury

## Nagrody i nominacje
| Nagroda                           | Rok  | Kategoria                                                            | Nominowana praca | Wynik     |
| --------------------------------- | ---- | -------------------------------------------------------------------- | ---------------- | --------- |
| Alliance of Women Film Journalist | 2018 | Best Animated Female                                                 | Coco             | Nominacja |
| Behind the Voice Actors Award     | 2018 | Best Female Vocal Performance in a Feature Film in a Supporting Role | Coco             | Wygrana   |
| Behind the Voice Actors Award     | 2018 | Best Vocal Ensemble in a Feature Film                                | Coco             | Wygrana   |
| Behind the Voice Actors Award     | 2014 | Best Vocal Ensemble in a Television Series - Children’s/Educational  | Pound Puppies    | Nominacja |
| Young Artist Award                | 1993 |                                                                      | Beakman's World  | Nominacja |